# Fonction de Kampé de Fériet
En mathématiques, la fonction de Kampé de Fériet est une fonction hypergéométrique d'ordre supérieur à deux variables. Elle constitue généralisation à deux variables des séries hypergéométriques introduites par Joseph Kampé de Fériet et Paul Appell.
La fonction hypergéométrique de Kampé de Fériet est définie par
{\displaystyle {}^{p+q}f_{r+s}\left({\begin{matrix}a_{1},\cdots ,a_{p}\colon b_{1},b_{1}{}';\cdots ;b_{q},b_{q}{}';\\c_{1},\cdots ,c_{r}\colon d_{1},d_{1}{}';\cdots ;d_{s},d_{s}{}';\end{matrix}}x,y\right)=\sum _{m=0}^{\infty }\sum _{n=0}^{\infty }{\frac {(a_{1})_{m+n}\cdots (a_{p})_{m+n}}{(c_{1})_{m+n}\cdots (c_{r})_{m+n}}}{\frac {(b_{1})_{m}(b_{1}{}')_{n}\cdots (b_{q})_{m}(b_{q}{}')_{n}}{(d_{1})_{m}(d_{1}{}')_{n}\cdots (d_{s})_{m}(d_{s}{}')_{n}}}\cdot {\frac {x^{m}y^{n}}{m!n!}}.}